# Gucci Mane
Radric Davis (Birmingham, Alabama, 1980. február 12. –), ismertebb nevén Gucci Mane amerikai rapper, a 1017 Records elnöke.

## Karrierje
2005-ben adta ki első albumát, a Trap House-t, amiről a Young Jeezy közreműködésével készült Icy című dal lett sikeres. 32 000 darab kelt el az első héten. Az albumon szerepel a Freaky Gurl című szám. 2006-ban követte új albuma, a Hard to Kill.
Egy nappal első albuma megjelenése előtt letartóztatták gyilkosság gyanúja miatt. A georgiai ügyészek 2006 januárjában ejtették az ügyet. Ugyanebben a hónapban szabadult (más bűncselekmény miatt épp büntetését töltötte).
Ezután elkezdett mixtape-eken dolgozni, elsőként a Writing on Da Wall és a Guccitendo címűeken, amiket még számos mixtape követ. Közreműködött a Black Eyed Peas Boom Boom Pow és Mariah Carey Obsessed című dalának remixén, valamint Mario Break Up című számában is.

## Albumai
- 2005: Trap House
- 2006: Hard to Kill
- 2007: Trap-A-Thon
- 2007: Back to the Trap House
- 2008: Hood Classics
- 2009: Murder Was The Case
- 2009: The State vs. Radric Davis
- 2010: The Appeal: Georgia's Most Wanted
- 2011: The Return of Mr. Zone 6
- 2016: Everybody Looking
- 2016: The Return of East Atlanta Santa
- 2017: Mr. Davis
- 2017: El Gato: The Human Glacier
- 2018: Evil Genius

### Mixtape-ek
- 2007: Who Is the Trapstar?
- 2008: Wilt Chamberlain Pt 2
- 2008: Gucci Solsa
- 2008: From Zone 6 to Duval
- 2008: Wilt Chamberlain Pt 4
- 2008: So Icey Boy Disc 2
- 2008: The Trap Testament
- 2008: Definition of a G
- 2008: Gangsta Grillz: The Movie
- 2008: Livin' the Life of a Trapstar
- 2009: Writing on the Wall
- 2009: Gucci the Great
- 2009: Bad Guys
- 2009: Guccimania
- 2009: She Gotta Friend
- 2009: Trap or Be Trapped
- 2009: The Trap Playoffs

### Közreműködik
- 2008: Gucci Bandana (Soulja Boy Tell'Em ft. Shawty Lo)
- 2009: Make tha Trap Say Aye (OJ da Juiceman)
- 2009: Ridiculous (DJ Drama ft. Yo Gotti, Lonnie Mac)
- 2009: Break Up (Mario)
- 2009: Helluvalife (Gorilla Zoe ft. OJ da Juiceman)
- 2009: Boi! (Young Problemz ft. Mike Jones)
- 2010: Steady Mobbin'  (Young Money)
- 2010: Atlanta, GA (Shawty Lo ft. The-Dream, Ludacris)
- 2010: Sponsor (Teairra Marí ft. Soulja Boy)
- 2010: Countin' Money (Bun B ft. Yo Gotti)
- 2010: Sex on My Money (John Brown)
- 2010: I Just Wanna Party (Yelawolf)
- 2010: For the Hood (Yo Gotti)
- 2011: Cologne (John Blu ft. Twista)
- 2016: Prolly (Sevyn Streeter)
- 2016: Black Beatles (Rae Sremmurd)
- 2016: 2.7 Zéro 10.17 (Kaaris)
- 2016: Good Drank (2 Chainz ft. Quavo)
- 2016: Buy Back the Block (Rick Ross ft. 2 Chainz)
- 2016: Party (Chris Brown ft. Usher)
- 2017: That's How I Feel (Young Dolph)
- 2017: Happy Hour (Joe)
- 2017: What Happened Last Night (The Kolors ft. Daddy's Groove)
- 2017: Slippery (Migos)
- 2017: Perfect Pint (Mike Will Made It ft. Kendrick Lamar, Rae Sremmurd)
- 2017: Down (Fifth Harmony)
- 2017: Liife (Desiigner)
- 2017: That's It (Bebe Rexha ft. 2 Chainz)
- 2017: Fetish (Selena Gomez)
- 2017: Lit (Steve Aoki & Yellow Claw ft. T-Pain)
- 2018: Cool (Felix Jaehn ft. Marc E. Bassy)
- 2018: Might Be (T-Pain)
- 2018: Survive (Don Diablo ft. Emeli Sandé)
- 2018: Mop (Borgore ft. Thirty Rack)

## További információ
- Hivatalos oldal
- Gucci Mane a Facebookon
- Gucci Mane a PORT.hu-n (magyarul)
- Gucci Mane az Internetes Szinkronadatbázisban (magyarul)
- Gucci Mane az Internet Movie Database-ben (angolul)
- Gucci Mane a Rotten Tomatoeson (angolul)

## Fordítás
- Ez a szócikk részben vagy egészben  a   Gucci Mane című angol Wikipédia-szócikk fordításán alapul.  Az eredeti cikk szerkesztőit annak laptörténete sorolja fel. Ez a jelzés csupán a megfogalmazás eredetét és a szerzői jogokat jelzi, nem szolgál a cikkben szereplő információk forrásmegjelöléseként.